# Minatitlán, Colima
Minatitlán är en ort i Mexiko.   Den ligger i kommunen Minatitlán och delstaten Colima, i den södra delen av landet, 500 km väster om huvudstaden Mexico City. Minatitlán ligger 872 meter över havet och antalet invånare är 4 691.
Terrängen runt Minatitlán är lite bergig. Runt Minatitlán är det ganska glesbefolkat, med 24 invånare per kvadratkilometer. Minatitlán är det största samhället i trakten. Omgivningarna runt Minatitlán är en mosaik av jordbruksmark och naturlig växtlighet.